# Душни брав
Душни Брав или Душно односи се на праксу христијанизованог жртвовања животиња међу српским православцима. Укључује ритуално клање јагњета за даћу.
Верује се да жртвовање Душног Брава има за циљ да смири и умири душу покојника. 

## Опис
Пракса подразумева крвно жртвовање овце (душног брава) души покојника. Животиња се коље у дворишту или имању покојника, на дан њихове сахране или на 40 дана и/или годишњицу од смрти.  Овца мора бити истог пола као и покојник и приближно исте старости. Ниједна друга животиња осим беле овце не сме бити жртвована. 
Пре жртвовања на жртвену овцу ставља се бело платно и пали се свећа.  После жртвовања овца се пече и спрема, па се поново ставља бело платно и служи се уз колибу на даћи. Пре него што поједете Душни Брав, правилан је бонтон прекрстити се. 